# Отетелишу (Валча)
Отетелишу (рум. Otetelișu) насеље је у Румунији у округу Валча у општини Балчешти. Oпштина се налази на надморској висини од 191 m.

## Становништво
Према подацима из 2002. године у насељу је живело 1117 становника.

### Попис2002.
| Расподела становништва по националности 2002.‍ | Расподела становништва по националности 2002.‍ | Расподела становништва по националности 2002.‍ | Расподела становништва по националности 2002.‍ | Расподела становништва по националности 2002.‍ |
| --------------------------------------------- | --------------------------------------------- | --------------------------------------------- | --------------------------------------------- | --------------------------------------------- |
|                                               |                                               |                                               |                                               |                                               |
| Румуни                                        | Румуни                                        |                                               | 1.065                                         | 95,3%                                         |
| Роми                                          | Роми                                          |                                               | 52                                            | 4,7%                                          |